# Jan Steen
Jan Havickszoon Steen [’ste.n] (født ca. 1626 i Leiden, begravet 3. januar 1679 sammesteds) var en hollandsk genremaler og en af de centrale kunstnere i den hollandske guldalder.

## Uddannelse og karriere
Han var som tyveårig indskrevet som student ved sin fødebys universitet, men findes allerede to år efter (1648) som medlem af Sankt Lukasgildet; han var elev af Nikolaus Knüpfer og af Jan van Goyen (hvis datter Margrethe han ægtede 1649), og hans første arbejder viser påvirkning fra Dirk Hals, senere gør den Frans Hals'ske og den Adriaen van Ostade'ske indflydelse sig gældende. Hans virksomhed falder i hans fødeby til 1649, derefter 1654-61 og atter fra 1669 til hans død; de mellemliggende år er han bosat i Haag (1649-54) og i Haarlem (1661-69), 1654 m.v. en tid i Delft (som brygger). Han er begravet i Pieterskerk i Leiden.

## Stil
Steen er den hollandske genrekunsts første mester, dens ubestridelig mest glimrende åndfulde og vittige fortæller. Blandt de talrige talentfulde "selskabsstykker" lyser hans billeder frem ved deres mesters friske, sprudlende humør, kåde satiriske indfald, ved en egen smittende overstadighed. De kan ganske vist, disse billeder, ofte udmærke sig ved deres rent maleriske egenskaber; når Steen var oplagt, gav sig tid — eller gad —, behøvede han sikkert ikke at vige for nogen i udførelsens maleriske finhed eller i farvens fylde og skønhed (som bevis kan tjene det indtagende billede Morgentoilette (ɔ: den unge Kone,
der trækker sine strømper på, i Buckingham Palace, London). Men ikke sjældent gik Steen noget let hen over sine maleriers gennemførelse; hans stræben gik først og fremmest ud på at bevare iagttagelsen af det fysiognomiske i hele dens friskhed, og i karaktertegningens fylde og præcision, i evnen til livfuldt at gribe og fastholde det flygtigste sjælelige udtryk overgår han alle sine samtidige kunstfæller, Rembrandt undtagen.

## Hovedværker
Steen har blandt de circa 500 billeder, der kendes af ham, malet adskillige med religiøse emner: Brylluppet i Kana (i Dresden), David hyldes som sejrherre efter at have fældet Goliat (Statens Museum for Kunst) og Den fortabte søns genkomst (Kulla Gunnarstorp, Sverige) kan tjene som eksempler på hans snurrige genreagtige opfattelse af den slags emner. Endvidere enkelte bondestykker à la Ostade og enkelte musikscener efter gængs recept, men hans kæreste motiver, hvor han slipper hele sit lystige humør løs, er scenerne fra hans eget hjem på festdage, fra værtshuse i almindelighed og fra hans eget værtshus i særdeleshed (thi fra 1672 holdt Steen, der tidligere også havde været ølbrygger, kro i Leiden), endelig, sidste akt af svireriet, fra syndens huse. Steen skildrer ikke disse udskejelser in Baccho et Venere uden ofte at forsyne sine billeder med en lille moralsk sentens, der dog i reglen mere er en skælmsk advarsel mod efterfølgelse end nogen forarget straffeprædiken.
Her kun et lille udvalg af de mest fremragende: Prinjesdag (festen i anledning af Vilhelm III's fødselsdag), den muntre fest i Steens eget hjem, Nikolasfesten med de indtagende skildringer af børnelivet, Familiescene, Efter gildelaget (Hvad hjælper lys og briller til, når uglen ej dem bruge vil), Munter hjemfart, Papegøjeburet, endelig et af de kostelige doktorbilleder (Her hjælper ikke medicinen, thi elskovs ve forvolder pinen), alle disse i Amsterdam, i Haag to doktorscener, Steens familie og hans værtshus samt menageriet; derefter er Steen bedst repræsenteret i engelske samlinger, i Buckingham Palace: det alt nævnte Morgentoilette, Helligtrekongersfest, Kortspillerne og Violinspilleren, endvidere i National Gallery, i Louvre (Familiemåltidet, Liderligt selskab), i Bruxelles, i Berlin (bl.a. Værtshushaven), i Kassel (Bønnefesten), i Braunschweig (Ægteskabskontrakten), i München, Dresden, Wien (Bondebrylluppet, Liderligt selskab), Prag (Serenaden), Uffizierne, Firenze (Måltid i det fri) og Sankt Petersborg (Doktorbillede). I Danmark findes ud over Statens Museum for Kunsts David hyldes som sejrherre efter at have fældet Goliat, Det glade par (kunstneren og hans hustru) og Den gerrige tre værker i Nivaagaards Malerisamling, hvoraf særligt Børnenes måltid bør fremhæves; børnene er kunstnerens egne. Flere billeder i Nationalmuseum i Stockholm. På den hollandske udstilling i København 1922 sås foruden to hollandske billeder det store Antonius og Kleopatra.